# Notoreas paradelpha
Notoreas paradelpha là một loài bướm đêm trong họ Geometridae.